# Продуценты

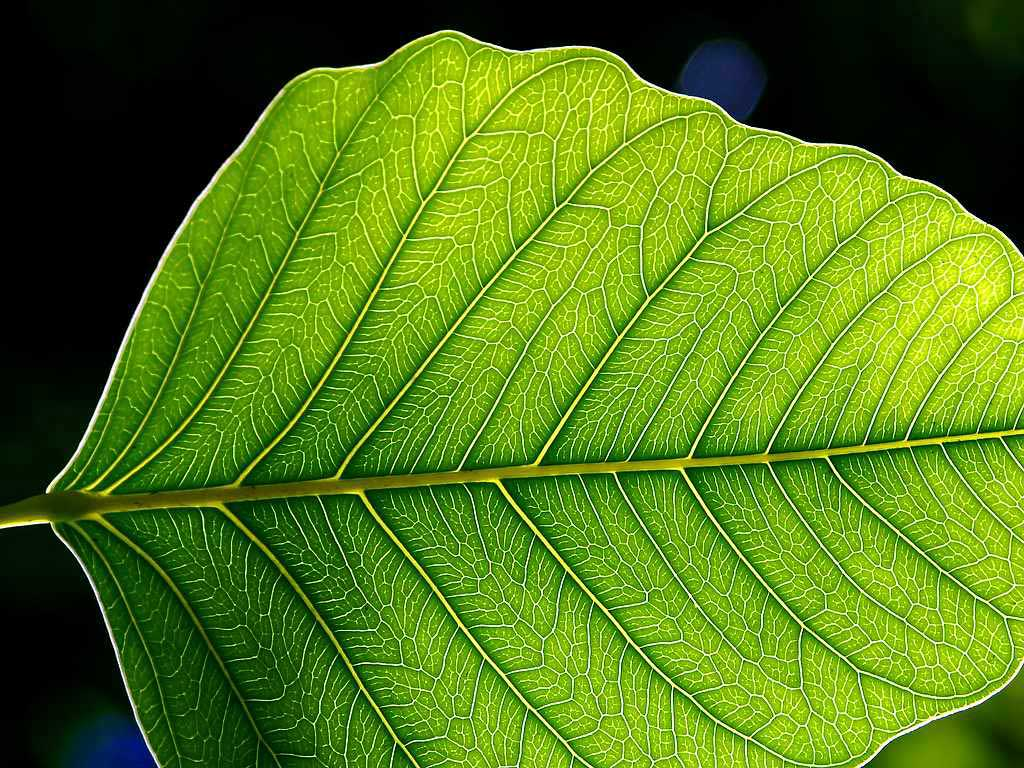
Лист — осуществляет фотосинтез у продуцентов (растения)

Продуце́нты (от лат. producens — «создающий») — организмы, способные производить органические вещества из неорганических, то есть все автотрофы.
Это в основном зелёные растения (синтезируют органические вещества из неорганических в процессе фотосинтеза), однако некоторые виды бактерий-хемотрофов способны на чисто химический синтез органики без солнечного света.
Продуценты являются первым звеном пищевой цепи.